# Donaustraße 56 (Oberndorf)

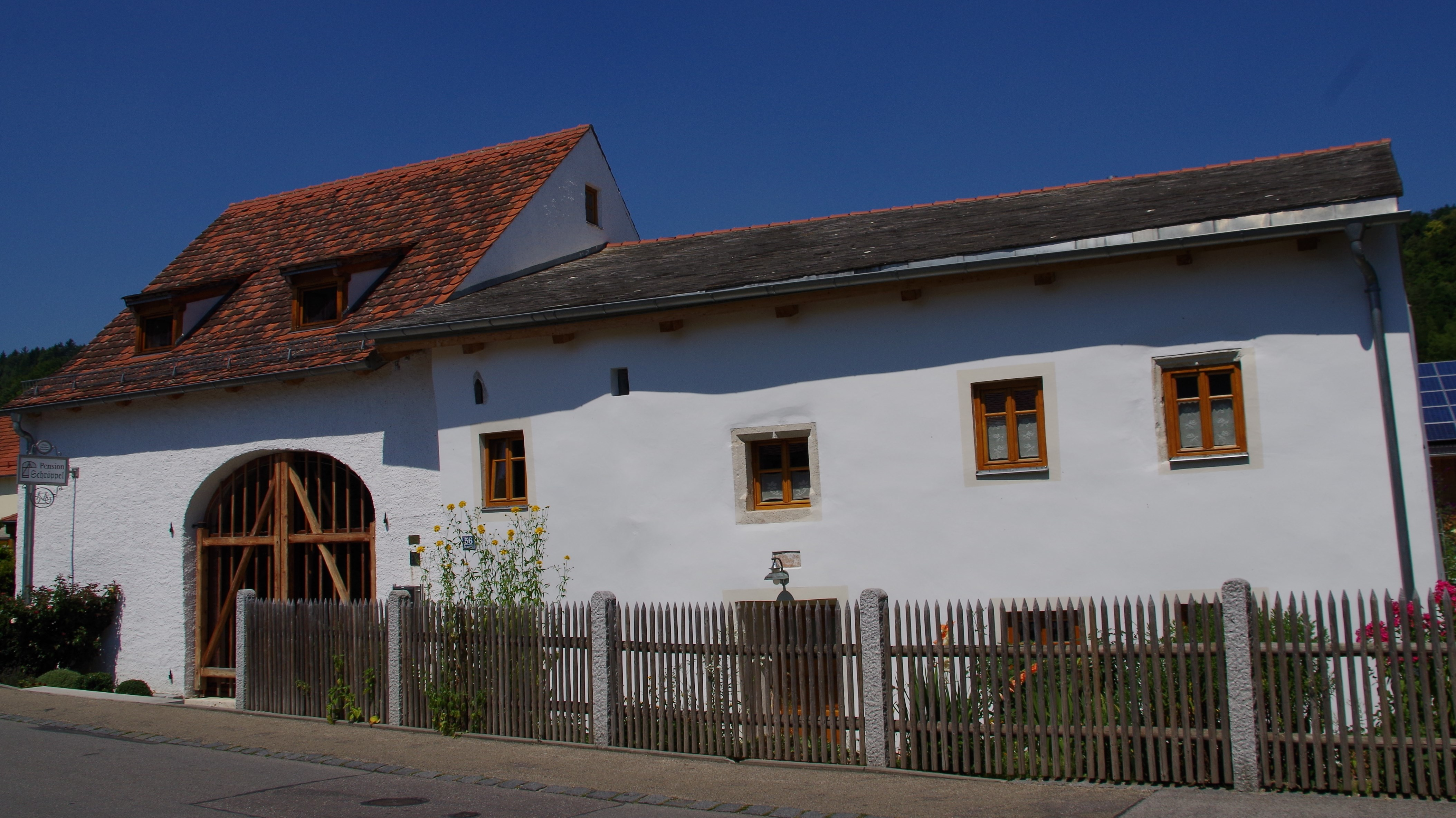
Haus Donaustraße 56 in Oberndorf

Das Gebäude Donaustraße 56 in Oberndorf, einem Ortsteil der Gemeinde Bad Abbach im niederbayerischen Landkreis Kelheim, wurde im 13./14. Jahrhundert errichtet. Das ehemalige Bauernhaus ist ein geschütztes Baudenkmal.

## Beschreibung
Der langgestreckte Bau orientiert sich mit der Traufseite nach Süden zur Donaustraße hin. Das ehemalige Wohnstallhaus mit Flachsatteldach entstand in Jurahausbauweise. Der zweigeschossige Bau wurde um 1400 aufgestockt. Eine Überformung bzw. ein Umbau erfolgte 1553. Die Dacherneuerung erfolgte 1762 und eine weitere Umbauphase um 1800. Die Erweiterung um den Stadel stammt aus dem Jahr 1840. Der Eingang liegt rund 80 cm unter dem Straßenniveau, das im Laufe der Jahrhunderte höher wurde. Die ältesten Teile des Gebäudes werden auf die Zeit um 1150 datiert.
Das Gebäude, das am Ende der 2000er Jahre umfassend renoviert wurde, ist eines der ältesten bisher bekannten Bauernhäuser in Bayern.
Franziska und Alois Schröppel erhielten im Jahr 2010 die Denkmalschutzmedaille des Freistaates Bayern für die vorbildliche Renovierung des Baudenkmals.
Maria und Peter Schreyer, Christa Berghammer sowie Franziska und Alois Schröppel bekamen im Jahr 2010 gemeinsam den Denkmalpreis des Bezirks Niederbayern für die vorbildliche Instandsetzung der drei denkmalgeschützten Jurahäuser Donaustraße 38, Donaustraße 52 und Donaustraße 56 in Oberndorf.